# Miguel Seabra Fagundes
Miguel Seabra Fagundes (Natal, 30 de julio de 1910 — Río de Janeiro, 29 de abril de 1993) fue un abogado, jurista y magistrado brasileño.

## Biografía
Graduado en marzo de 1932 por la Facultad de Derecho de Recife, y fue designado, el mismo año, en acto firmado por Getúlio Vargas, para el cargo de procurador del Tribunal Regional Electoral del Río Grande del Norte. En 1935, con solo 25 años, en la calidad de representante de los abogados, fue nombrado desembargador de la Corte de Apelación del Estado. A partir de 1945, representó el Río Grande del Norte como interventor federal y presidente del Tribunal de Justicia.
Fue elegido presidente del Consejo Federal de la Orden de los Abogados de Brasil (OAB), en 11 de agosto de 1954, pero se licenció del cargo el día 24 del mismo mes para asumir la carpeta del Ministerio de la Justicia a invitación del presidente de la República João Café Filho. En febrero de 1955, después de divergencias con el gobierno, dimitió del cargo de ministro y reasumió la presidencia de la OAB, permaneciendo en el cargo hasta agosto de 1956.
Fue el primer Director de la Facultad de Derecho de Natal, hoy Curso de Derecho de la UFRN, durante los años de 1949 y 1950, ejerció el cargo antes de la instalación de la Escuela jurídica.

## Constitución de 1967
Como ministro, participó en los trabajos de la Constitución brasileña de 1967, junto al ministro Orosimbo Nonato y el jurista Levi Carneiro. En dicha comisión participó también el profesor Themístocles Brandão Cavalcanti.
En abril de 1970 fue elegido presidente del Instituto de los Abogados Brasileños (IAB), y, desafiando la dictadura militar de la época, hizo un fuerte discurso defendiendo con obstinación la legalidad democrática. Fue uno de los activistas por la reestructuración del habeas corpus y por la convocatoria de la Asamblea Nacional Constituyente.

## Publicaciones
- Seabra Fagundes, Miguel. “As funções políticas do Supremo Tribunal Federal”, en Sesquicentenário do Supremo Tribunal Federal: conferência e estudos. Coleção Temas Brasileiros. Brasília: Editora Universidade de Brasília. 1982.